# Де Смет, Тибо
Тибо́ де Смет (нидерл. Thibault De Smet ; род. 5 июня 1998 года, Бельгия) — бельгийский футболист, защитник клуба «Реймс», выступающий на правах аренды за клуб «Париж».

## Карьера
Де Смет — воспитанник клуба «Гент». С сезона 2016/2017 привлекался к тренировкам с основным составом. 27 декабря 2016 года дебютировал в Лиге Жюпиле в поединке против «Генка», выйдя на замену на 65-й минуте вместо Лассе Нильсена. Всего в сезоне провёл четыре матча.
Активно привлекается к матчам юношеских сборных Бельгии. Принимал участие в отборочных играх к юношеским чемпионатам Европы до 17 и 19 лет, однако вместе с командой в финальную стадию не выходил.